# 129 (getal)
129 is het natuurlijke getal volgend op 128 en voorafgaand aan 130.

## In de wiskunde
129 is :
- de som van de eerste tien priemgetallen (2 + 3 + 5 + 7 + 11 + 13 + 17 + 19 + 23 + 29)
- het kleinste getal dat op 3 verschillende manieren kan worden uitgedrukt als de som van 3 kwadraten:
  - {\displaystyle 11^{2}+2^{2}+2^{2}\,}
  - {\displaystyle 10^{2}+5^{2}+2^{2}\,}
  - {\displaystyle 8^{2}+7^{2}+4^{2}\,}

- een semipriemgetal
- een Blumgetal
- een gelukkig getal

## Overig
Honderdnegenentwintig is ook:
- Het jaar A.D. 129
- Het jaar 129 v.Chr.
- Een waarde uit de E-reeks E192